# Chelonus gossypicola
Chelonus gossypicola är en stekelart som beskrevs av Mccomb 1968. Chelonus gossypicola ingår i släktet Chelonus och familjen bracksteklar. Inga underarter finns listade i Catalogue of Life.